# Merosargus brunnipes
Merosargus brunnipes är en tvåvingeart som beskrevs av Mcfadden 1971. Merosargus brunnipes ingår i släktet Merosargus och familjen vapenflugor. Inga underarter finns listade i Catalogue of Life.